# Muntanya de Jafre
La Muntanya de Jafre és una muntanya de 71 metres que es troba al municipi de Jafre, a la comarca catalana del Baix Empordà.